# ザファー・グリエフ
ザファー・グリエフ（Zafar Guliyev、1972年6月17日 - ）は、ロシアのレスリング選手。1996年アトランタオリンピックレスリンググレコローマンスタイル48kg級の銅メダリストである。

## 実績
- オリンピック
  - 1996年アトランタオリンピック　銅メダル
- 世界選手権
  - 2位　1993年
  - 3位　1995年
- ヨーロッパ選手権
  - 優勝　1993、1994、1996年
  - 2位　1995年
  - 3位　1992年